# Антоніу ді Спінола
Анто́ніу Себастья́у Рібе́йру Спі́нола (порт. António Sebastião Ribeiro Spínola, зазвичай називався ді Спінола; 11 квітня 1910, Ештремож — 13 серпня 1996, Лісабон) — португальський військовий та політичний діяч, маршал Португалії, голова Ради національного порятунку з 25 квітня по 15 травня 1974, 14-й президент Португалії з 15 травня по 30 вересня 1974 року.
До обрання президентом Республіки обіймав посаду голови Ради національного порятунку, яка керувала країною у перехідний після Революції гвоздик період.
Випускник військового коледжу у Лісабоні (1920 рік), зробив дуже успішну військову кар'єру. У 1968 році був призначений військовим губернатором Гвінеї-Бісау. Згодом, у листопаді 1973 року був запрошений Марселу Каетану очолити португальські колоніальні війни в Африці, проте запрошення було відхилене через протиріччя.
17 січня 1974 року був призначений заступником головнокомандувача збройних сил Португалії, за пропозицією Кошти Гоміша, хоча вже в березні був усунений з цієї посади. Невдовзі, ще до Революції гвоздик (25 квітня 1974 року) опублікував свою книгу Португалія і майбутнє (порт. Portugal e o Futuro), в якій висловився проти продовження Португалією колоніальних війн в Африці.
25 квітня 1974 року, під час перевороту як представник революційного Руху збройних сил (порт. Movimento das Forças Armadas), Спінола прийняв капітуляцію від прем'єр-міністра Марселу Каетану, що дозволило йому взяти владу в свої руки, попри те, що це не було передбачено в початковій програмі революційного Руху збройних сил.
Невдоволений розвитком післяреволюційних подій, особливо різким поворотом курсу в лівий напрямок, намагався втрутитись в політичний курс революційного Руху збройних сил. Його відставка як президента Республіки була прийнята 30 вересня 1974 року.